# Ivan Slišković
Ivan Slišković (Split, 1991. október 23. –) horvát válogatott kézilabdázó.

## Pályafutása
Slišković a horvát élvonalban 2011-ben debütált az RK Nexe Našice csapatában. Ebben az évben már játszhatott nemzetközi kupameccset is, az EHF-kupában a nyolcaddöntőig jutottak. 2013-ban a bajnokságban a második helyen végzett csapatával. A rákövetkező szezontól az RK Celje csapatában szerepelt, amely csapattal a Bajnokok ligája nyolcaddöntőjéig eljutott. 2015-től játszik Veszprémben, ezzel a csapattal tudott magyar bajnoki és kupagyőzelmet szerezni, illetve Bajnokok ligája döntőt játszani 2016-ban. A következő szezon elején három bajnoki mérkőzésen tudott pályára lépni, aztán az idény hátralevő részét vírusos megbetegedése miatt ki kellett hagynia. 2017 júniusában a szerződése megszűnt a magyar csapattal. 2017 novemberében az idény végéig aláírt egykori csapatához, a Celjéhez.
A horvát válogatottal a 2014-es Európa-bajnokságon szerepelt először világeseményen, érmet a válogatottal 2016-os lengyelországi Európa-bajnokságon nyert, amikor harmadik helyen végzett csapatával. Részt vett a 2016-os rioi olimpián, ahol a negyeddöntőben búcsúzva ötödik helyezett lett.

## Sikerei
- SEHA-liga győztese: 2016
- Magyar bajnokság győztese: 2016, 2017
- Magyar kézilabdakupa győztese: 2016
- Szlovén bajnokság győztese: 2018
- Európa-bajnokság bronzérmese: 2016